# Terzij de Horde
Terzij de Horde is een metalband uit de Nederlandse stad Utrecht. Ze hebben zichzelf vernoemd naar een dichtregel van Hendrik Marsman. Ze spelen een stijl van metal die soms als post-black-metal wordt aangeduid.

## Bandleden
- Jelle Agema – gitaar
- Johan van Hattum – basgitaar
- Richard Japenga – drums
- Demian Snel – gitaar
- Joost Vervoort – zang

## Discografie
- 2008 – Exposed, Barren and Often Windswept (demo)
- 2010 – A Rage of Rapture Against the Dying of the Light (ep)
- 2012 – A Chosen Hollow (splitalbum)
- 2014 – Elemental Nightmares (splitalbum)
- 2015 – Wacht / Lex Barbarorum (single)
- 2015 – Self (album)
- 2022 – In One of These I Am Your Enemy (album)
- 2023 – Van Grond (splitalbum)
- 2024 – In One of These, I Am Your Enemy / Exposed, Barren and Often Windswept (compilatiealbum)

## Galerij

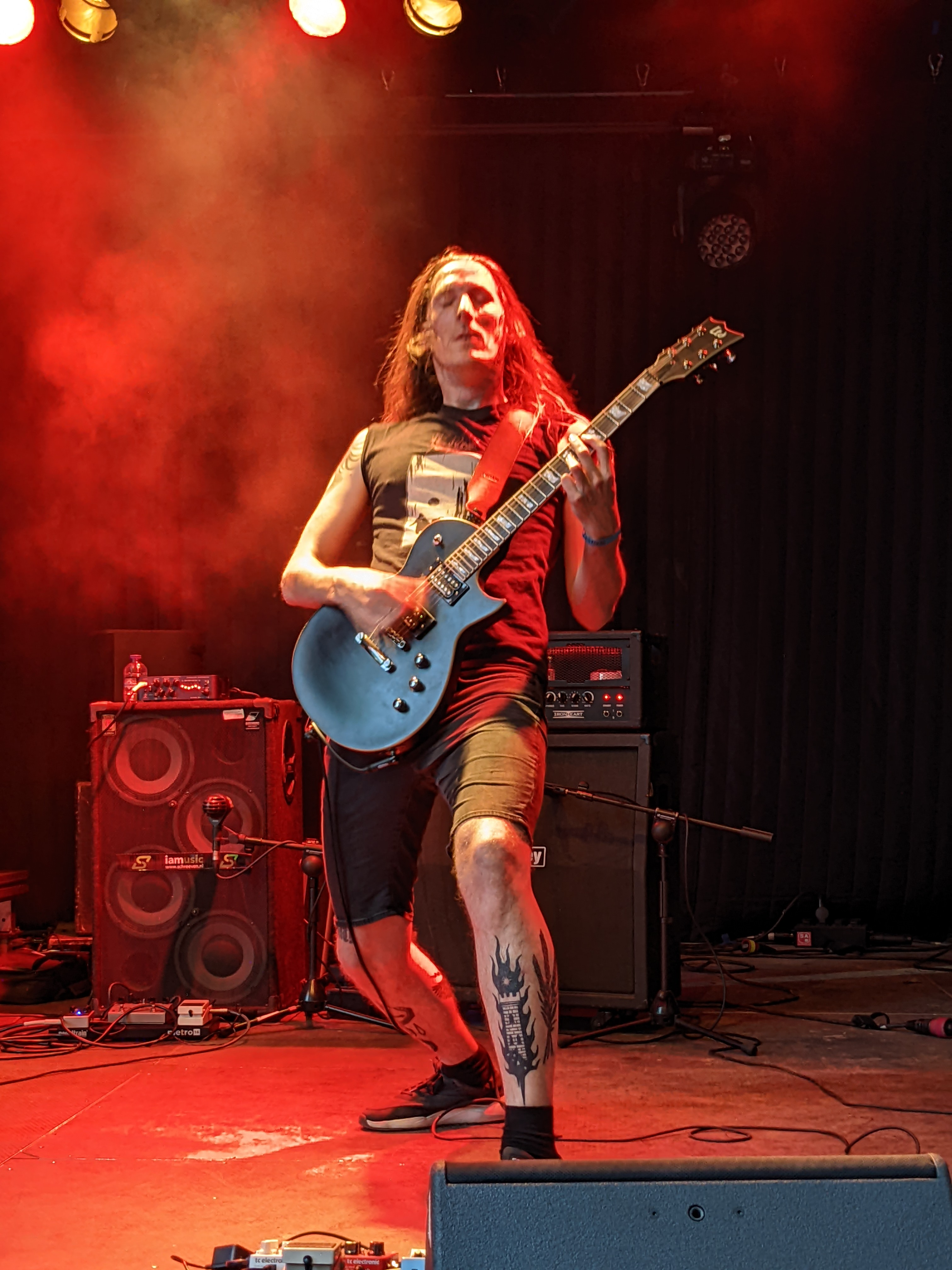
Gitarist Jelle Agema
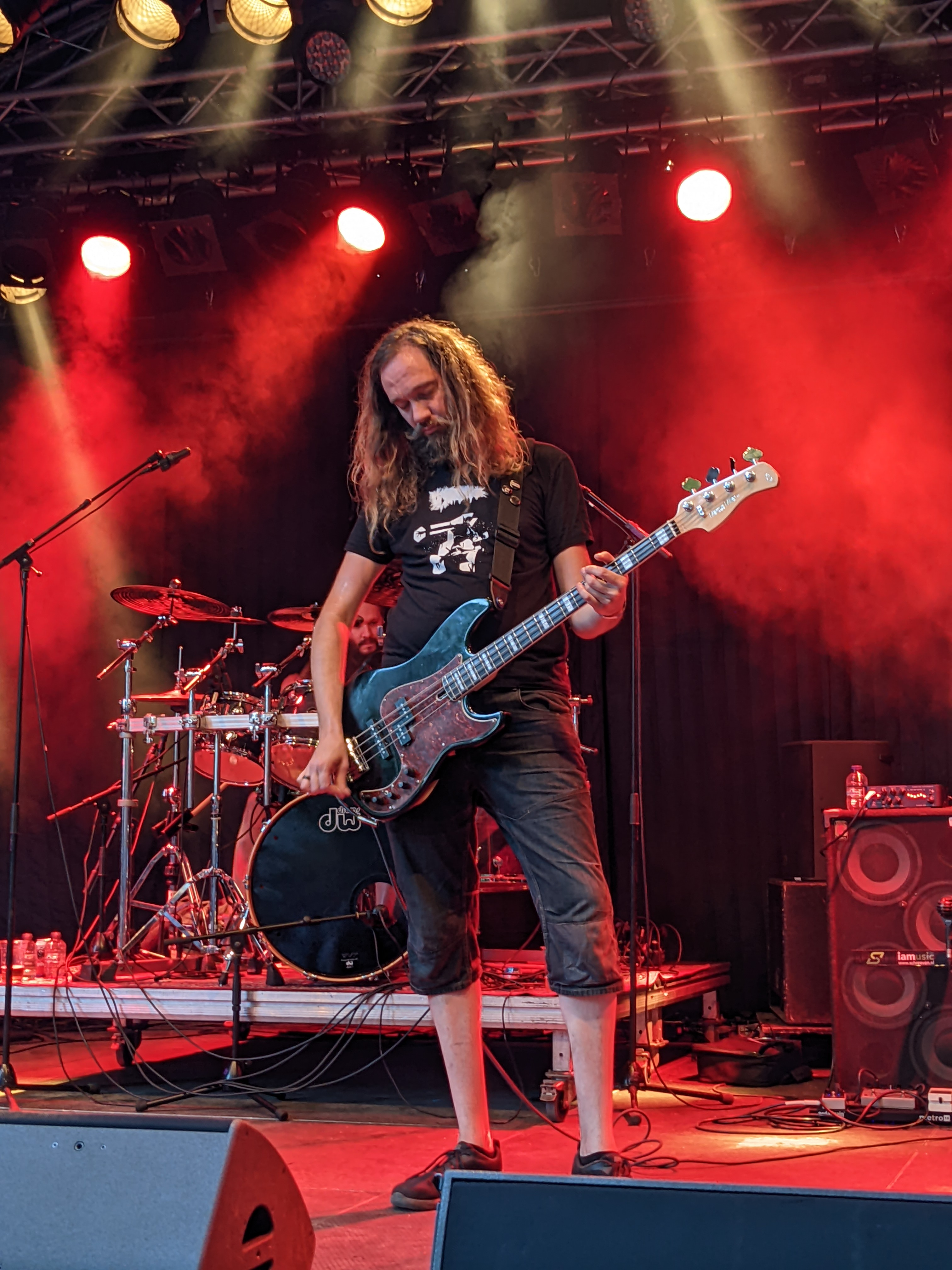
Basgitarist Johan van Hattum
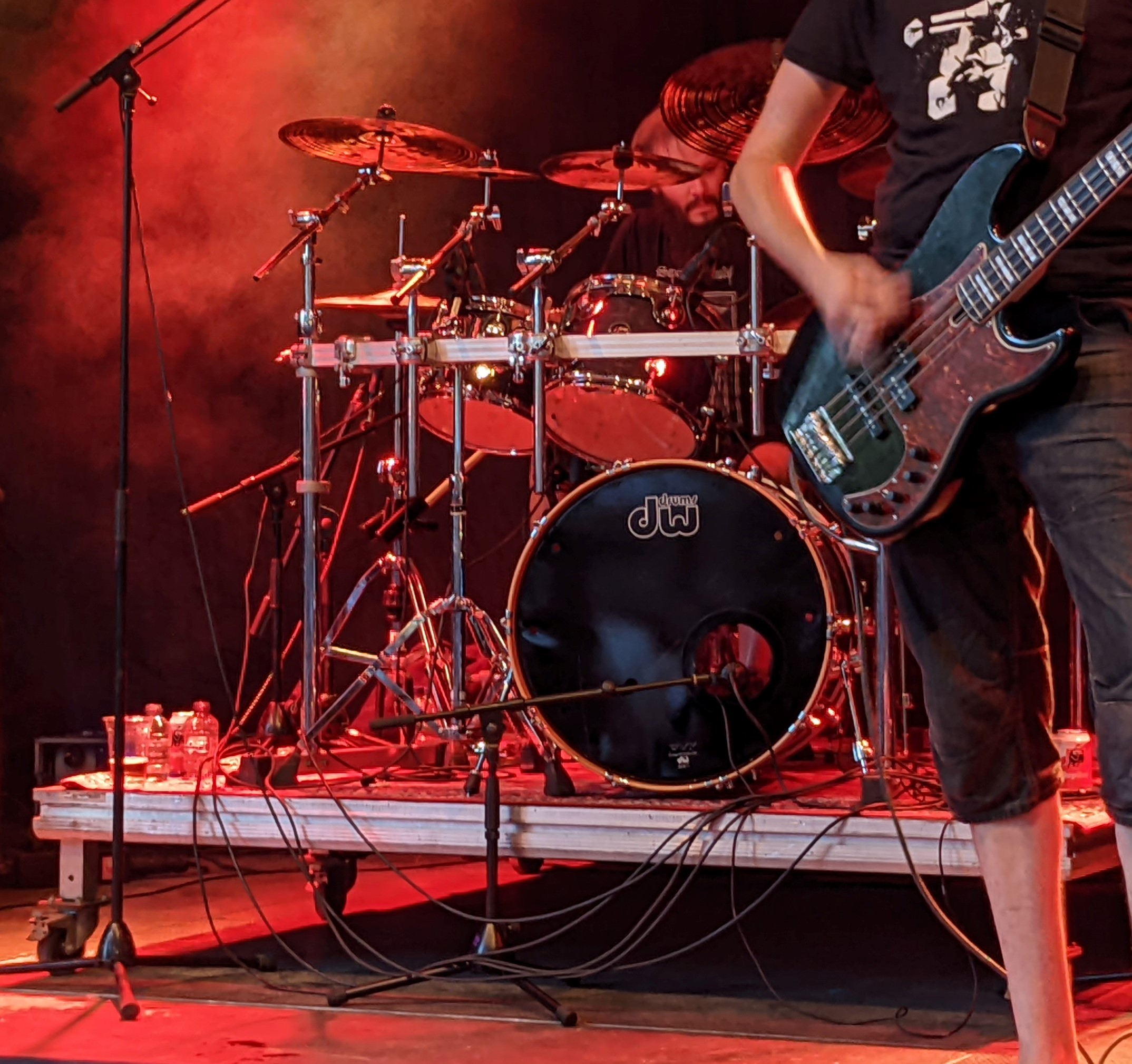
Drummer Richard Japenga
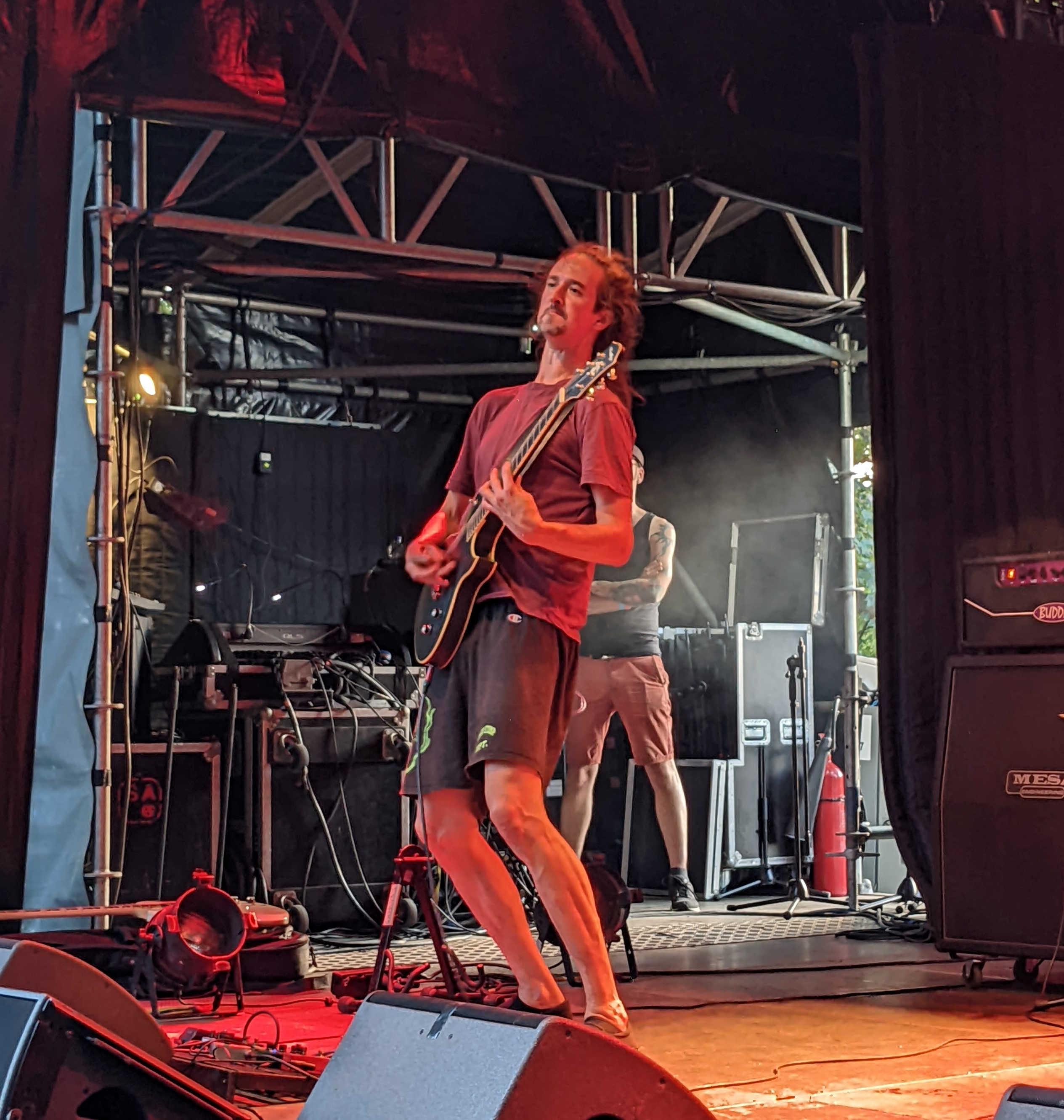
Gitarist Demian Snel
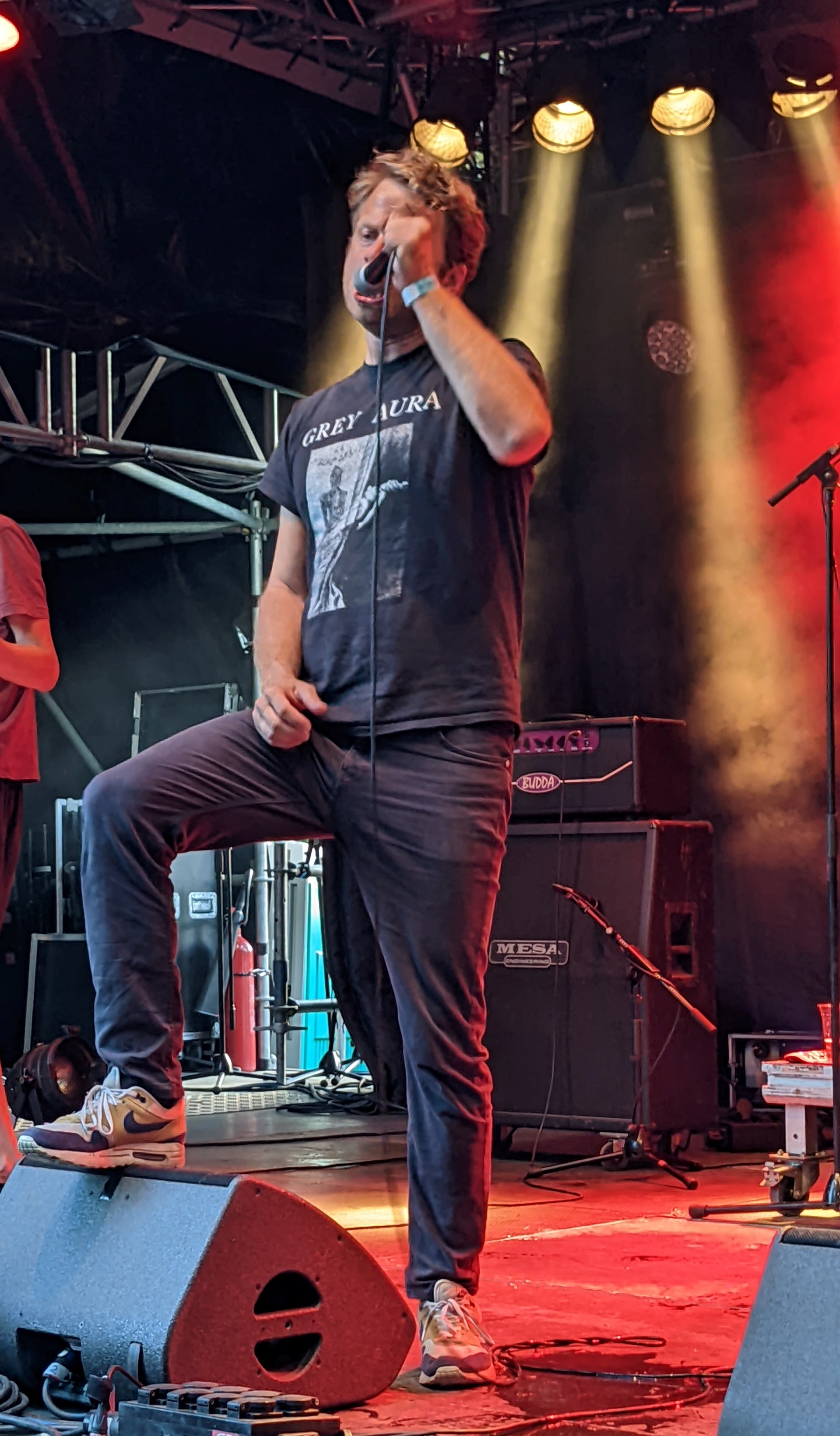
Zanger Joost Vervoort